# Delhi (hrabstwo Delaware)
Delhi – wieś w Stanach Zjednoczonych, w stanie Nowy Jork, w hrabstwie Delaware.